# 연정훈
연정훈(1978년 11월 6일 ~ )은 대한민국의 배우이다. 1999년 SBS 드라마 《파도》를 통해 연기자로 데뷔하였다. 아버지는 연규진이며, 한때 가수로 활동한적이 있으며 싱글앨범을 발매한적이 있다.
2003년 KBS 1TV 일일연속극 《노란 손수건》에 같이 출연한 배우 한가인과 교제를 시작해 2005년 4월 26일 결혼식을 올렸다.

## 출연 작품

### 드라마
- 1999년 SBS 《파도》 ... 나윤호 역
- 1999년 SBS 《LA아리랑》
- 2000년 SBS 《카이스트》 ... 양병석 역
- 2001년 MBC 《뉴논스톱》 ... 준수 역
- 2002년 KBS1 《드라마시티 - 〈아름다운 청춘〉》 ... 신영재 역
- 2003년 KBS2 《드라마시티 - 〈사로잡히다〉》 ... 교도관 역
- 2003년 KBS1 《노란 손수건》 ... 윤태영 역
- 2003년 SBS 《흥부네 박터졌네》 ... 장현태 역
- 2003년 KBS2 《로즈마리》 ... 장준오 역
- 2004년 MBC 《사랑을 할거야》 ... 연하늘 역
- 2004년 KBS2 《백설공주》 ... 한진우 역
- 2005년 MBC 《슬픈 연가》 ... 이건우 역
- 2008년 MBC 《에덴의 동쪽》 ... 이동욱 역
- 2009년 SBS 《드림》 ... 강기창 역 (특별 출연)
- 2010년 SBS 《제중원》 ... 백도양 역
- 2011년 OCN 《뱀파이어 검사》 ... 민태연 역
- 2012년 MBN 《사랑도 돈이 되나요》 ... 마인탁 역
- 2012년 OCN 《뱀파이어 검사 2》 ... 민태연 역
- 2013년 MBC 《금 나와라, 뚝딱!》 ... 박현수 역
- 2014년 TVB 《사랑의 순간》 ... 김동성 역
- 2015년 SBS 《가면》 ... 민석훈 역
- 2015년 OCN 《귀신 보는 형사 처용 2》 ... 김수겸 역
- 2016년 JTBC 《욱씨남정기》 ... 이지상 역
- 2017년 JTBC 《맨투맨》 ... 모승재 역
- 2017년 SBS 《브라보 마이 라이프》 ... 신동우 역
- 2018년 MBC 《내사랑 치유기》 ... 최진유 / 허진유 역
- 2019년 OCN 《빙의》 ... 오수혁 역
- 2020년 채널A 《거짓말의 거짓말》 ... 강지민 역

### 영화
- 2001년 《조폭 마누라》 ... 효민 역
- 2005년 《키다리 아저씨》 ... 김준호 역
- 2005년 《연애술사》 ... 우지훈 역
- 2013년 《좋은 친구들》 ... K 역
- 2016년 《스킵트레이스》 ... Willie 역

## 예능
- 2017년 SBS 《미운 우리 새끼》 2017년 7월 9일, 7월 16일 44회 ~ 45회
- 2017년 JTBC 《한끼줍쇼》
- 2012년 XTM 《탑기어 코리아 시즌3》
- 2012년 XTM 《탑기어 코리아 시즌2》
- 2011년 XTM 《탑기어 코리아 시즌1》
- 2019년 12월 8일 ~ 2024년 7월 21일 KBS2 《1박 2일》 - 고정출연
- 2019년 KBS2 《슈퍼맨이 돌아왔다》
- 2020년 채널A 《나만 믿고 따라와, 도시어부》
- 2021년 디즈니+ 런닝맨

## 광고
- 2000년 SK텔레콤 엔탑
- 2003년 롯데웰푸드 위즐
- 2004년 유니온베이
- 2005년 KTF
- 2005년 해태음료 야채과일100
- 2009~2010년 삼성전자 하우젠
- 2012년 기아자동차 K3
- 2013년 금강제화
- 2017년 헨켈홈케어코리아 프릴 시크릿 오브 베이킹소다
- 2020년 포스트 콘푸라이트

## 음반
- 2013년 연정훈 싱글앨범 YEON JUNG HOON
- 2003년 연정훈 1집 All For You

## 수상 밎 후보
| 연도   | 시상식                   | 부문                                   | 작품             | 결과 |
| ------ | ------------------------ | -------------------------------------- | ---------------- | ---- |
| 2003년 | KBS 연기대상             | 남자 신인연기상                        | 노란 손수건      | 수상 |
| 2004년 | 제40회 백상예술대상      | TV부문 남자 신인연기상                 | 노란 손수건      | 후보 |
| 2008년 | MBC 연기대상             | PD상                                   | 에덴의 동쪽      | 수상 |
| 2010년 | SBS 연기대상             | 특별기획 부문 남자 우수연기상          | 제중원           | 후보 |
| 2013년 | 제2회 에이판 스타 어워즈 | 베스트 드레서상                        | 금 나와라, 뚝딱! | 수상 |
| 2013년 | MBC 연기대상             | 연속극 부문 남자 우수연기상            | 금 나와라, 뚝딱! | 수상 |
| 2014년 | 페라리 챌린지 레이스     | 아시아태평양지역 4라운드 우승          | 빈칸             | 수상 |
| 2015년 | 제28회 그리메상          | 최우수 남자연기자상                    | 가면             | 수상 |
| 2015년 | SBS 연기대상             | 중편드라마 부문 남자 우수연기상        | 가면             | 후보 |
| 2018년 | MBC 연기대상             | 연속극 부문 남자 최우수연기상          | 내사랑 치유기    | 수상 |
| 2020년 | KBS 연예대상             | 쇼·버라이어티 부문 베스트 엔터테이너상 | 1박 2일          | 수상 |
| 2021년 | KBS 연예대상             | 쇼·버라이어티 부문 남자 우수상         | 1박 2일          | 수상 |
| 2022년 | KBS 연예대상             | 쇼·버라이어티 부문 남자 우수상         | 1박 2일          | 후보 |
| 2022년 | KBS 연예대상             | 베스트 엔터테이너상                    | 1박 2일          | 수상 |
| 2023년 | KBS 연예대상             | 쇼&버라이어티 부문 최우수상            | 1박 2일          | 후보 |
| 2023년 | KBS 연예대상             | 올해의 예능인상 (1박 2일 팀)           | 1박 2일          | 수상 |
| 2023년 | KBS 연예대상             | 대상 (1박 2일 팀)                      | 1박 2일          | 수상 |